# Northern Kentucky University

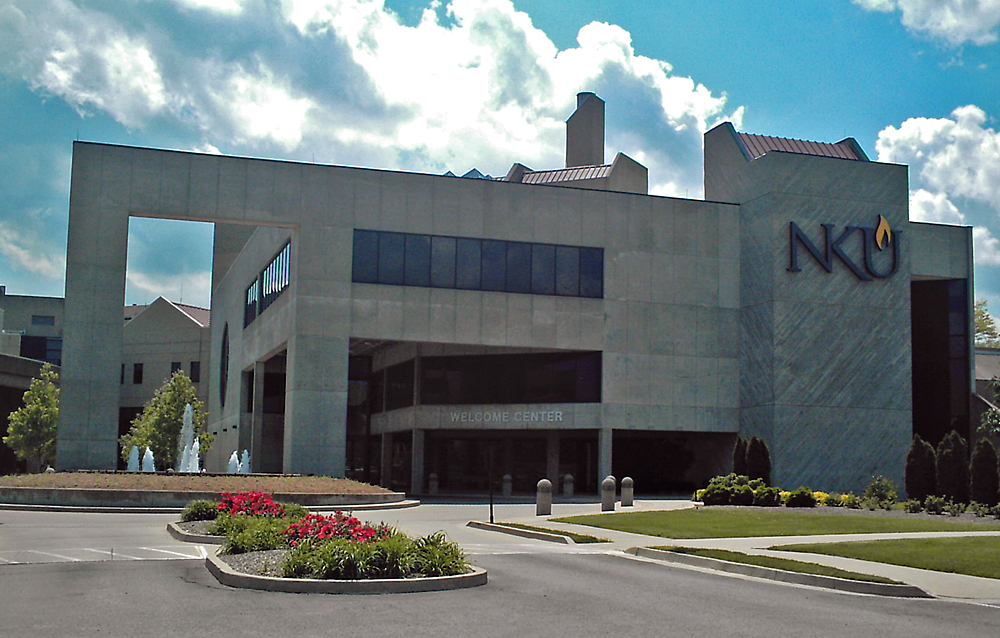
W. Frank Steely Library

Die Northern Kentucky University (auch NKU genannt) ist eine staatliche Universität in Highland Heights im US-Bundesstaat Kentucky. Die Hochschule wurde 1968 gegründet und ist damit die jüngste der acht staatlichen Universitäten in Kentucky. Derzeit sind etwa 14.200 Studenten eingeschrieben.
An der NKU gibt es ein College of Informatics. Dies ist insofern erwähnenswert, als es den Begriff der Informatik im englischsprachigen Raum kaum gibt, sondern hier von der eher technisch-orientierten Computer-Wissenschaft (Computer Science) gesprochen wird. Am College of Informatics gibt es auch Wirtschaftsinformatikstudiengänge (Business Informatics) – auch diese sind außerhalb des deutschsprachigen und skandinavischen Raums selten anzutreffen und wären am ehesten mit den Information-Systems-Studiengängen im englischsprachigen Raum zu vergleichen, wobei es größere Unterschiede gibt.

## Sport
Die Sportteams der NKU sind die Norse. Die Hochschule ist Mitglied in der Horizon League.

## Persönlichkeiten
- Steve Chabot (* 1953) – Mitglied des Repräsentantenhauses
- George Clooney (* 1961) – Schauspieler (kein Abschluss an der Universität)
- Gary Webb (1955–2004) – Journalist und Pulitzer-Preisträger
- Steven Wright (* 1983) – Basketballspieler